# Damanawa
Damanawa (belarussisch Даманава) ist Dorf im Rajon Iwazewitschy in der Breszkaja Woblasz in Belarus. Damanawa ist das administrative Zentrum des Selsawets Damanawa, einer Verwaltungseinheit mit 4 Dörfern im Rajon Iwazewitschy. Das Dorf hat 539 Gutshöfe und ist mit 1223 Einwohnern der größte Ort im Selsawet.
Damanawa liegt an der Eisenbahnlinie Brest – Minsk, 17 km nordwestlich des Rajonszentrums Iwazewitschy. Das Dorf liegt am linken Ufer des Flusses Hryuda, kurz vor der Mündung des Flusses in die Schtschara.
Bekannt seit der Mitte des 19. Jahrhunderts.